# Юрша з Ходороставу

Варіант гербу Ходорівських — Корчак

Юрша з Ходороставу, або Юрша з Ходоровставу (пом. не раніше 1474) — руський (український) боярин, шляхтич та урядник Королівства Польського. Представник роду Ходорівських (Ходоровських) гербу Корчак.

## Життєпис
Уряди (посади): староста стрийський (1469), долинський (1474), жидачівський (згаданий, зокрема, у 1469-71, 1472—1474 роках)
Село Бортники: у 1450 році купив у тодішнього власника Протасія, в 1472 році заставив за борги іншому шляхтичу.
Дружина — Анна, донька Тарла зі Щекаровичів Закліки, стрийського старости (†1465/1466).